# Antoni Gabinyau Farigola
Antoni Gabinyau Farigola (Barcelona, 9 de juliol de 1861 - Reus, 30 de juny de 1923) va ser un periodista i funcionari català.

## Biografia
Era fill de Francesca Farigola i del tintorer Antoni Gabinyau, ambdós naturals de Barcelona.
Es desconeix quan es van instal·lar a Reus, però els seus fills consten al registre civil local. Un d'ells, Antoni Gabinyau Cabot, va néixer el 1887. Va tenir una gran activitat política, primer dins del Partit Republicà Federal, i després va formar part del petit grup que es passà al Partit Republicà Radical d'Alejandro Lerroux. Va formar part de diferents comitès de direcció tant dels republicans federals com dels lerrouxistes. En la seva primera etapa política va ser col·laborador dels periòdics locals La Autonomía (1890-1901) i Las Circunstancias (1891-1906). després va ser una de les plomes més actives al setmanari La República (1908-1920) i El Consecuente (1908-1920). En aquesta darrera publicació, propera al Partit Radical de Lerroux, hi va col·laborar molt extensament, signant els seus treballs tant amb el seu nom com amb el pseudònim de «Degoberto». Era membre de l'Ateneu Obrer reusenc, on el 1917 va fundar una «Lliga antigermanòfila». També va publicar a la premsa articles teòrics i poemes. El 1916 va estrenar un monòleg, Lo Cisquet, que no es va arribar a imprimir. Durant molts anys va ser conserge a l'Escorxador Municipal.